# 力合股份
力合股份有限公司 （深交所：000532）是中国深圳证券交易所的一家上市公司，主营业务范围为综合类。
2011年，该公司主营业务收入为213944069.44元，公司净利润为27512373.80元，公司总资产为1017280120.23元。